# Poradnik pedagoga z placówki pozaszkolnej
Poradnik pedagoga z placówki pozaszkolnej – cykl humorystycznych monologów, prezentowanych w magazynie radiowym 60 minut na godzinę. Autorem i wykonawcą był Krzysztof Jaroszyński.
Przedstawiane są tu wydarzenia mające miejsce w fikcyjnej szkole. Narrator – nauczyciel opisuje: niekonwencjonalne metody nauki (pokaz Balladyny), problemy nękające ówczesnych uczniów (egzaminy) czy też czas wolny (prywatka, wakacje) itd. Całość osadzona w realiach PRL humorystycznie krytykuje ówczesny system. Podobnie jak w monologach z cyklu Dziennik trenera każdy kilkuminutowy monolog zawsze kończy się wybrnięciem z trudnej sytuacji.
Często wymieniani są z nazwiska uczennica Ślaska i uczeń Pietras.